# Apothéose de la guerre
L'Apothéose de la guerre (en russe : Апофео́з войны́) est un tableau du peintre russe Vassili Verechtchaguine. Sur son encadrement est inscrite cette phrase : « Dédié à tous les grands conquérants anciens, actuels et à venir».

## L'auteur
L'auteur est un peintre mais aussi un soldat expérimenté, qui utilisa ses talents pour rendre l'horreur des champs de bataille et la cruauté des conquêtes tsaristes de l'époque. C'est un des peintres russes les plus réputés à l'étranger à la fin du XIXe siècle début du XXe siècle. Après avoir passé sa vie à observer la guerre et à la rendre sur ses toiles, il meurt sur un navire militaire qui explose durant la guerre de la Russie avec le Japon en 1904.

## Histoire de la création
Le tableau est réalisé en 1871. Initialement il s'appelle : « Le triomphe de Tamerlan ». Le concept était lié au nom de Tamerlan du fait que les troupes de celui-ci abandonnaient de telles pyramides de cranes sur leur passage, mais la tableau n'est pas porteur toutefois d'un message historique concret aussi précis. Selon la légende, les femmes de Bagdad et de Damas se sont un jour adressées à Tamerlan pour se plaindre des débauches et des turpitudes de leurs maris. Tamerlan ordonna à chaque soldat de son armée de 200 000 soldats de ramener ces maris débauchés la tête coupée. Après leur exécution, sept pyramides de têtes coupées sont formées.
Il existe plusieurs autres versions concernant l'origine de sa réalisation. Selon l'une de ces versions, le tableau Apothéose de la guerre a été créé sous l'influence d'un récit fait à Verechtchaguine de l'exécution d'un voyageur européen par le gouverneur du Kachgar dont la tête coupée avait été placée au sommet d'une pyramide composée de crânes d'autres prisonniers exécutés. En 1867, il faut remarquer encore que l'artiste est allé au Turkestan, en qualité d'officier du Turkestan russe gouverné par Constantin von Kaufmann. La Russie a conquis ces terres à cette époque et le peintre Verechtchaguine n'a pas manqué d'y rencontrer des amoncellements de cadavres ou de crânes qui ont provoqué sa compassion. C'est là aussi que le peintre réalisa sa série de tableaux du Turkestan qui dépeignent non seulement les combats guerriers mais aussi la nature de cette région d'Asie centrale. Ce tableau apparaît aussi après un voyage au Turkestan oriental en 1869, quand les troupes chinoises réprimèrent impitoyablement les populations locales.

## Descriptif
Ce tableau est l'un des plus marquants de la production de Verechtchaguine. Il montre une pyramide de crânes humains à l'avant d'un fond de ruine d'une ville détruite et d'arbres carbonisés; autour des crânes volent des grands corbeaux. Tous les détails du tableau ainsi que les couleurs jaunâtres symbolisent la mort et la dévastation. La couleur du ciel bleu souligne, par contraste, l'ambiance mortifère de la toile. L'idée exprimée par la toile est également soulignée par les cicatrices laissées par les coups de sabres ainsi que les trous des flèches dans les calottes crâniennes entassées.
Voici ce qu'écrit le critique russe Vladimir Stassov sur l'Apothéose de la guerre :
« 
Il ne s'agit pas seulement ici de parler de la maîtrise avec laquelle Verechtchaguine a peint la steppe sèche et brûlée par le soleil et cette pyramide de crânes entourée de corbeaux à la recherche d'un survivant... ne fût-ce que d'un morceau de chair. Non ! Il y a dans cette toile quelque chose de plus précieux et de plus élevé que la virtuosité artistique de l'artiste ; c'est un sentiment profond d'historien qui juge l'humanité …
 »